# Ньюлендс, Джон Александр
Джон Александр Рейна Ньюлендс (англ. John Alexander Reina Newlands, 26 ноября 1837, Лондон — 29 июля 1898, Лондон) — английский химик.

## Ранняя жизнь
Джон Ньюлендс родился в семье шотландского священника Уильяма Ньюлендса и Мэри Сары Рейна, урожденной итальянки. Мать привила сыну любовь к музыке, а отец, не хотевший, чтобы сын пошёл по его стопам, подготовил его к поступлению в химический колледж.
Окончив колледж в 1857 году Джон Ньюлендс становится ассистентом химика в Королевском сельскохозяйственном обществе. В то время в Италии набирало силу освободительное движение во главе с Джузеппе Гарибальди. По мнению матери Джону следует принять участие в этих событиях и под её влиянием он уезжает в Италию. Там в начале 1860 года Ньюлендс познакомился со Станислао Канниццаро — одним из реформаторов атомно-молекулярного учения. Общение с Канниццаро, по-видимому, привлекло внимание Ньюлендса к проблеме атомных весов элементов.

## Периодический закон
В начале 1864 года Ньюлендс прочёл анонимную статью, автор которой утверждал, что атомные веса большинства элементов с большей или меньшей точностью кратны восьми. Мнение анонимного автора было ошибочным, однако Ньюлендс решил продолжить исследования в этой области. Он составил таблицу, в которой расположил все известные элементы в порядке увеличения их атомных весов (по данным Канниццаро). В статье, датированной 20 августа 1864 годом, он отметил, что в этом ряду наблюдается периодическое появление химически сходных элементов. Пронумеровав элементы (элементы, имеющие одинаковые веса, имели и один и тот же номер) и сопоставив номера со свойствами элементов, Ньюлендс сделал вывод: «Разность в номерах наименьшего члена группы и следующего за ним равна семи; иначе говоря, восьмой элемент, начиная с данного элемента, является своего рода повторением первого, подобно восьмой ноте октавы в музыке…». Тем самым им впервые была высказана идея о периодичности изменения свойств элементов.
Спустя год, 18 августа 1865 года, Ньюлендс опубликовал новую таблицу элементов, назвав её «законом октав», который формулировался следующим образом: «Номера аналогичных элементов, как правило, отличаются или на целое число семь, или на кратное семи; другими словами, члены одной и той же группы соотносятся друг с другом в том же отношении, как и крайние точки одной или больше октав в музыке». Публикации Ньюлендса, подобно другим (довольно многочисленным) попыткам нахождения всякого рода закономерностей среди атомных весов элементов, не привлекли особого внимания. 1 марта 1866 года Ньюлендс сделал доклад «Закон октав и причины химических соотношений среди атомных весов» на заседании Лондонского химического общества, который не вызвал особого интереса. История сохранила лишь ехидное замечание Джорджа Фостера (англ. George Carey Foster): не пробовал ли докладчик располагать элементы в порядке начальных букв их названий и не обнаружил ли при этом каких-либо закономерностей? Доклад так и не был напечатан в журнале химического общества. После этой неудачи Ньюлендс не предпринимал попыток дальнейшей разработки своей систематики.
В 1868 году он устроился работать на сахарорафинадный завод и проработал там до 1886 года. Получил известность как специалист в области сахароварения, усовершенствовал технологический процесс приготовления сахара. В 1875 году Ньюлендс опубликовал несколько работ, где, в частности, впервые предложил термин «порядковый номер» элемента, не вкладывая в него, однако, особого физического смысла, а в 1884 году он выпустил книгу «Об открытии периодического закона и об отношениях между элементами», в которой собрал свои основные статьи и опубликовал претензию на приоритет открытия Периодического закона.
В 1887 году Лондонское королевское общество присудило Ньюлендсу одну из самых почётных наград того времени — медаль Дэви: «за открытие периодического закона химических элементов», хотя пятью годами ранее этой награды были удостоены Дмитрий Менделеев и Лотар Мейер «За открытие периодических соотношений атомных весов». Это награждение выглядело несколько сомнительным, хотя неоспоримой заслугой Ньюлендса является то, что он действительно впервые констатировал факт периодического изменения свойств химических элементов, нашедший отражение в «законе октав». По высказыванию Менделеева, «…в этих трудах видны некоторые зародыши периодического закона».